# Autorretratística no Brasil
A Autorretratística no Brasil refere-se ao campo da teoria e história da arte que estuda a história, meios de produção e circulação, recepção, formas e significados dos autorretratos neste país sulamericano.
A autorretratística constitui um campo simbólico singular, inserido nas disputas de legitimidade que conformam o espaço artístico, conforme delineado por Pierre Bourdieu:

“o campo artístico é um espaço de posições e tomadas de posição, onde os agentes disputam o monopólio da consagração legítima”.

A autorretratística no Brasil emerge no contexto da formação do campo artístico nacional no século XIX. Autores como Maria Luiza Tucci Carneiro destacam a importância do retrato como meio de afirmação do artista na sociedade imperial e republicana. Artistas como Rodolfo Amoedo, Eliseu Visconti e Almeida Júnior produziram autorretratos inseridos no projeto de construção simbólica do artista moderno e civilizado. Durante o modernismo, o autorretrato adquire novas nuances. Tarsila do Amaral, por exemplo, apresenta-se como símbolo da modernidade brasileira, conjugando cosmopolitismo e brasilidade. A imagem do artista moderno passa a incluir o exotismo e o hibridismo cultural. No decorrer do século XX, artistas como Regina Vater, Anna Bella Geiger e Letícia Parente utilizam o autorretrato como crítica política, feminista e epistemológica. A autorretratística brasileira constitui um campo discursivo e simbólico de ampla densidade histórica, onde se entrelaçam os regimes de representação do eu e as instituições de consagração artística. O autorretrato, longe de ser apenas um testemunho introspectivo, revela-se como uma estratégia crítica de performatividade e tomada de posição no campo da arte.

## Gênese

### A I Exposição Brasileira de Auto-retratos

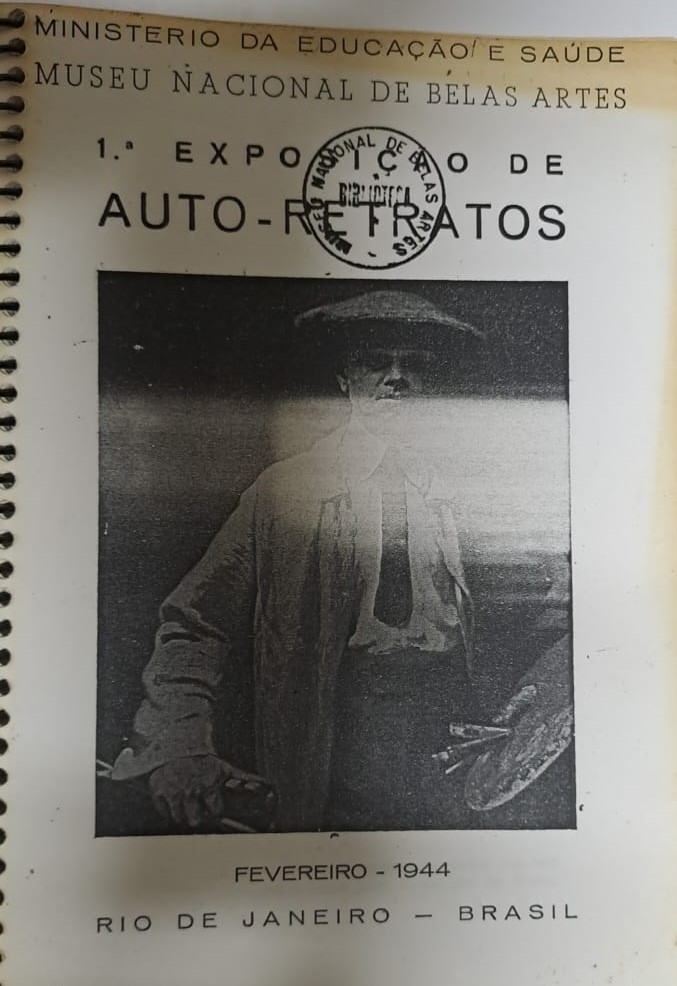
Catálogo da I Exposição de Autorretratos realizada no Museu Nacional de Belas Artes do Brasil em 1944

Organizada pelo pintor e então diretor do Museu Nacional de Belas Artes, Oswaldo Teixeira, a I Exposição Brasileira de Autorretratos foi inaugurada em 1944 e marcou um ponto inaugural na instituição da autorretratística no Brasil. A exposição não apenas reuniu obras de artistas de diferentes gerações e estímulos regionais, mas também operou uma consagração simbólica da prática do autorretrato como gênero relevante da arte nacional.
De acordo com a crítica de O Globo, de 24 de outubro de 1944, a exposição reuniu mais de 70 obras, muitas das quais jamais haviam sido exibidas publicamente. A iniciativa de Teixeira revela uma compreensão aguda do valor institucional do autorretrato enquanto "testemunho de presença do artista na cultura".. Nesse sentido, o evento contribuiu para consolidar o autorretrato como campo de disputa estética e histórica. O estudo de Cláudio Rangel em Por uma História da Autorretratística no Brasil (2004) representa um marco investigativo sobre o papel pioneiro de Teixeira na articulação institucional dessa prática artística.
O objetivo declarado da exposição era duplo: por um lado, valorizar o autorretrato como gênero pictórico autônomo e, por outro, afirmar a identidade do artista brasileiro em um momento de intensificação das políticas culturais durante o Estado Novo. De acordo com reportagem do jornal O Globo, a mostra atraiu grande atenção do público e da crítica, tanto pela variedade dos estilos apresentados quanto pelo ineditismo do enfoque temático. Para além da exibição, a iniciativa visava constituir uma galeria permanente de autorretratos no acervo do MNBA, o que de fato contribuiu para a formação de uma coleção específica sobre o tema.
A mostra incluiu obras de artistas como Eliseu Visconti, Candido Portinari, Tarsila do Amaral, Rodolfo Amoedo e do próprio Oswaldo Teixeira, entre outros, compondo um recorte representativo das principais escolas e correntes que moldaram a história da arte brasileira desde o século XIX.
Em termos historiográficos, a exposição de 1944 pode ser entendida como uma tentativa de inscrever a autorretratística no imaginário cultural brasileiro, estabelecendo vínculos entre subjetividade, identidade artística e representação institucional. Ela inaugura um campo de visibilidade que, embora ainda pouco estudado, constitui elemento central na compreensão da presença do artista como sujeito crítico e histórico na arte brasileira.
A convivência, entretanto, entre os mais antigos artistas brasileiros chamados ¨conservadores¨, ou ¨generais¨, e os mais novos, chamados ¨rebeldes¨ ou ¨tenentes¨, não era muito harmoniosa. Sobre esta celeuma, alimentada pela impensa, escreveu Manuel Bandeira, no Diário Nacional, São Paulo, em 5 de setembro de 1931:

O ¨Salão¨ dos tenentes... Assim chamaram a XXXIII Exposição Geral de Belas-Artes. Os tenentes da arte brasileira são os Portinari, os Di Cavalcanti. Há tenentes também: as Annita Malfatti, as Tarsila. E também honorários: os estrangeiros Negali (sic), Leo Puta (sic), Maron, Gobois... O noticiarista que lançou a piada não faz lá muito boa idéia dos tenentes da revolução. E como não gosta também dos tenentes da arte, procura alimentar intriga atribuindo à comissão organizadora do ¨Salão¨ a propósito de colocar optimamente os modernos com prejuízo dos digamos generais  (sic) da velha guarda, no dizer dele amontoados no velho ¨necrotério¨ da mocidade ao tempo de Baptista da Costa... 

Na estrada aberta pelo MNBA, no Rio de Janeiro, logo a seguir realizar-se-á a exposição 19 Pintores, em São Paulo, na Galeria Prestes Maia, que apesar de não ser destinada exclusivamente a autorretratos, encomendou, para figurar no seu catálogo, os autorretratos dos artistas participantes.
As ¨encomendas¨ de autorretratos para figurar em exposições - e acervos de instituições -, no Brasil, de uma certa forma encontra paralelo na formação da imensa coleção da Uffizi, em Florença, que conta, hoje, com o maior acervo nesta manifestação artística do mundo, cujos mecenas fundadores e diretores posteriores, também lançaram mão desta estratégia.

### A exposição19 Pintores
A exposição "19 Pintores", realizada entre 19 de abril e 5 de maio de 1947 na Galeria Prestes Maia, em São Paulo, representou um marco na consolidação da arte moderna brasileira do pós-guerra. Organizada por Rosa Rosenthal Zuccolotto, com apoio da União Cultural Brasil–Estados Unidos (UCBEU), a mostra surgiu da ampliação da exposição "Os Novos de São Paulo", inicialmente concebida para apresentar quatro jovens artistas. Com o incentivo de críticos como Sérgio Milliet, Maria Eugênia Franco e o artista Bonadei, o projeto expandiu-se para incluir dezenove artistas emergentes, muitos dos quais se tornariam figuras proeminentes no cenário artístico nacional.
A seleção dos artistas refletiu a diversidade e o dinamismo da cena artística paulistana da época. Participaram da mostra nomes como Aldemir Martins, Cláudio Abramo, Maria Leontina Franco, Mario Gruber, Jorge Mori, Lothar Charoux e Flávio Ciro Tanaka. A exposição também destacou a presença significativa de artistas nipo-brasileiros, como Flávio Shiró e Kenjiro Masuda, ligados ao grupo Seibi-kai, que desempenhou papel crucial na introdução de tendências modernistas no Brasil. 
Um aspecto distintivo da "19 Pintores" foi a solicitação de autorretratos dos expositores para o catálogo da mostra, prática que ecoava iniciativas anteriores, como a I Exposição Brasileira de Auto-retratos de 1944, no Museu Nacional de Belas Artes. Essa estratégia não apenas documentava a identidade visual dos artistas, mas também reforçava a autorrepresentação como elemento central na construção da narrativa artística moderna brasileira. 
A mostra teve grande repercussão, atraindo cerca de 50 mil visitantes e recebendo ampla cobertura da imprensa. Foram concedidos prêmios aos melhores trabalhos, com destaque para Mario Gruber (1º lugar), Maria Leontina (2º lugar), Aldemir Martins (3º lugar), Flávio Ciro Tanaka (4º lugar) e Cláudio Abramo (prêmio de desenho). A comissão julgadora contou com figuras renomadas como Lasar Segall, Anita Malfatti e Di Cavalcanti. 
Além da exposição em si, a "19 Pintores" promoveu uma série de conferências e debates com críticos e artistas, fomentando o diálogo sobre os rumos da arte moderna no Brasil. Segundo o crítico Paulo Mendes de Almeida, esse evento pode ser considerado um "movimento" efêmero, mas significativo, que antecedeu a criação do Museu de Arte Moderna de São Paulo e do Salão Paulista de Arte Moderna. 
A exposição "19 Pintores" não apenas revelou novos talentos, mas também consolidou práticas curatoriais e discursivas que influenciaram profundamente o desenvolvimento da arte moderna brasileira nas décadas seguintes.

### Outras Exposições
As exposições apontadas anteriormente realizadas na década de 1940,  respectiva e cronologicamente, no Museu Nacional de Belas Artes (Rio de Janeiro) e na Galeria Prestes (São Paulo) foram as pioneiras no que tange à autorretratística no Brasil. Inclusive pelo fato, que deve ser lembrado, de que ambas encomendaram autorretratos de artistas no processo de suas realizações
Mais recentemente outras exposições, também centradas na autorretratística, vieram ocorrer. No início dos anos 2000 podemos citar, como exemplos:
- Trabalho de artista: imagem e autoimagem (1826-1929). Exposição organizada em torno de quatro eixos: Criação e ofício, O ateliê como motivo, A persona do artista (retratos e autorretratos) e O artista e a modelo.[17]
- Narciso - a beleza refletida patrocinada pelo Ministério da Cultura no Farol Santander São Paulo. As obras ¨mostram uma viagem pela história da autoimagem e a transição dos autorretratos analógicos às selfies digitais. São ao todo 101 obras de diversos artistas renomados da arte brasileira, entre modernos e contemporâneos".[18]

Também o autorretrato teve destaque nas exposições:
- Retratos
  - Local: Galeria Millan, São Paulo
  - Período: 11 de março a 8 de abril de 2017
  - Descrição: Coletiva com curadoria de Rafael Vogt Maia Rosa, reunindo 30 obras de artistas brasileiros que investigam o retrato e o autorretrato a partir da década de 1960.

- Centenário Autorretrato I de Tarsila do Amaral
  - Local: Palácio Boa Vista, Campos do Jordão
  - Período: 7 de julho a 15 de setembro de 2024
  - Descrição: Exposição comemorativa dos 100 anos do "Autorretrato I" (1924) de Tarsila do Amaral, incluindo outras 11 obras da artista.

A mais importante exposição de autorretratos ocorrida no Brasil, e volumosa, depois da I Exposição de Autorretratos no Museu Nacional de Belas Artes ocorreu em 1984.
- Coleção Gilberto Chateaubriand: Retrato e Auto-retrato da Arte Brasileira

Local: Museu de Arte Moderna de São Paulo (MAM/SP)
- - Período: Maio a junho de 1984
  - Descrição: A mostra apresentou obras de artistas como Lygia Clark, Ivan Serpa e Tarsila do Amaral, enfocando retratos e autorretratos na arte brasileira.
    - Esta exposição foi muito importante por uma razão especial: o Gilberto Chateaubriand possuiu o maior acervo particular, no Brasil, de autorretratos de artistas.[19]

### Coleção Gilberto Chateaubriand
A Coleção Gilberto Chateaubriand é amplamente reconhecida como uma das mais significativas e abrangentes coleções de arte moderna e contemporânea brasileira. Iniciada em 1953, quando Gilberto Chateaubriand adquiriu a obra "Paisagem de Itapuã" de José Pancetti, a coleção cresceu ao longo das décadas, reunindo mais de 8.000 obras de aproximadamente 500 artistas, incluindo pinturas, esculturas, desenhos, fotografias e instalações .
Em 1993, Chateaubriand firmou um acordo de comodato com o Museu de Arte Moderna do Rio de Janeiro (MAM Rio), transferindo cerca de 6.600 obras para a instituição. Esse gesto não apenas garantiu a preservação e a acessibilidade pública da coleção, mas também fortaleceu o papel do MAM Rio como um dos principais centros de arte do país .
Entre os destaques da coleção estão autorretratos de renomados artistas brasileiros, como Ismael Nery, Djanira da Motta e Silva, Alberto da Veiga Guignard e Emiliano Di Cavalcanti entre outros importantes artistas brasileiros. Essas obras oferecem uma visão profunda sobre a identidade e a autoimagem dos artistas ao longo do século XX .
A exposição "Coleção Gilberto Chateaubriand: Retrato e Auto-retrato da Arte Brasileira", realizada no Museu de Arte Moderna de São Paulo (MAM/SP) em 1984, foi um marco importante na divulgação da coleção.
A coleção também inclui obras significativas do modernismo brasileiro, como "Urutu" (1928) de Tarsila do Amaral, além de trabalhos de artistas das décadas de 1950 a 2000, incluindo nomes como Lygia Pape, Hélio Oiticica, Cildo Meireles, Beatriz Milhazes e Vik Muniz.
A importância da Coleção Gilberto Chateaubriand reside não apenas na quantidade e qualidade das obras reunidas, mas também na visão e dedicação de seu colecionador, que contribuiu significativamente para a preservação e promoção da arte brasileira.

### Autorretratos na Galeria BANERJ
Outra exposição muito importante envolvendo autorretratística brasileira foi a realizada na então Galeria Banerj. Esta, também, exclusivamente dedicada a autorretratos de artistas brasileiros.
A exposição Auto-Retratos Brasileiros, realizada em 1983 na Galeria de Arte BANERJ, no Rio de Janeiro, constituiu um marco significativo na trajetória da autorretratística no Brasil. Com a participação de 42 artistas, entre emergentes e consagrados, a mostra evidenciou a diversidade de abordagens e técnicas utilizadas no gênero do autorretrato, refletindo as múltiplas facetas da identidade artística nacional.
Entre os artistas participantes destacaram-se nomes como Iberê Camargo, Glauco Rodrigues, Antonio Bandeira, Raul Córdula e Thereza Simões, cujas obras exploraram desde a introspecção psicológica até experimentações formais e conceituais. A exposição não apenas proporcionou uma plataforma para a autoexpressão dos artistas, mas também fomentou o debate crítico sobre o papel do autorretrato na arte brasileira contemporânea.
A Galeria de Arte BANERJ, ativa durante as décadas de 1980 e 1990, desempenhou um papel crucial na promoção da arte brasileira, organizando exposições que destacavam tanto artistas estabelecidos quanto novos talentos. A mostra de 1983 inseriu-se nesse contexto, contribuindo para a valorização do autorretrato como gênero artístico relevante e para a consolidação de uma identidade cultural plural.

## Galleria degli Uffizi: fonte de inspiração
Situada no coração de Florença, na Itália, a Galleria degli Uffizi constitui-se não apenas como um dos museus mais antigos do mundo, mas também como um repositório inestimável da arte ocidental, sobretudo da produção artística desenvolvida entre os séculos XII e XVIII. Instituída no contexto das reformas administrativas empreendidas por Cosimo I de’ Medici, a galeria teve sua origem como edifício funcional destinado a abrigar os escritórios (uffizi) dos principais magistrados florentinos. O projeto foi confiado, em 1560, ao arquiteto, pintor e biógrafo Giorgio Vasari, cuja concepção arquitetônica visava consolidar o poder ducal, tanto simbolicamente quanto estrategicamente, por meio da centralização do aparato burocrático da cidade.
A edificação vasariana apresenta-se em planta em forma de "U", estruturada por três alas: um braço longitudinal oriental que englobava a antiga igreja românica de San Pier Scheraggio; uma ala ocidental que incorporava a Zecca Vecchia, edifício anteriormente utilizado como sede dos correios; e uma conexão meridional voltada para o rio Arno. O edifício compõe-se de três pavimentos: um térreo estruturado por loggiati com pilastras que passaram a ser ornamentadas com estátuas a partir de 1842; um segundo andar de uso administrativo; e um terceiro andar originalmente reservado ao uso exclusivo do príncipe. Construído com pedra extraída do vale de Mensola e seguindo os cânones da ordem dórica, o edifício tornou-se um marco da arquitetura renascentista toscana.
Posteriormente, em continuidade à sua estratégia de afirmação política, Cosimo I comissionou novamente Vasari para projetar um corredor elevado e privativo que interligasse o Palazzo Vecchio ao Palazzo Pitti, nova residência oficial dos Medici, cruzando o rio Arno por meio da Ponte Vecchio. Tal estrutura, conhecida como “Corridoio Vasariano”, conferiu à galeria uma singularidade museológica, pois não apenas funcionava como passagem régia, mas tornou-se, ao longo dos séculos, um espaço de exposição de obras de arte, com especial ênfase na coleção de autorretratos.
A Galleria degli Uffizi é internacionalmente reconhecida por abrigar a mais extensa e significativa coleção de autorretratos do mundo, com peças provenientes de diversos períodos e escolas artísticas. Estes autorretratos, tradicionalmente expostos ao longo do Corridoio Vasariano, constituem uma narrativa visual única sobre a construção da identidade artística e sobre as estratégias de representação do “eu” por parte dos próprios criadores, desde o Renascimento até a contemporaneidade. Entre os artistas representados na coleção figuram nomes como Leonardo da Vinci, Michelangelo Buonarroti, Tiziano Vecellio, Parmigianino, Rembrandt van Rijn, Sandro Botticelli, Caravaggio, Andrea Mantegna, Peter Paul Rubens, Giovanni Battista Pittoni e Canaletto, entre muitos outros.
Assim, a Galleria degli Uffizi não é apenas um monumento da história urbana e arquitetônica florentina, mas também uma instituição central para o estudo da arte europeia, destacando-se pela excelência de seu acervo, pela inovação de sua estrutura museológica e pela permanente valorização do autorretrato como gênero autônomo e discursivo.

## Diálogos Transnacionais:Self-portraituree Autorretratística
Em seu livro Seeing Ourselves: Women's Self-Portraits, Frances Borzello, ao investigar a produção histórica de autorretratos femininos. argumenta que as artistas mulheres se utilizaram do autorretrato como estratégia de insubmissão, escrevendo que:
"they still managed to speak about their artistic convictions, to hold on to their femininity, and yes, to boast about themselves by exploiting the language of self portraiture to their advantage".
 No Brasil, artistas como Abigail de Andrade, Djanira e Tarsila do Amaral produziram autorretratos que tensionam o papel da mulher artista no contexto patriarcal.
Pascal Bonafoux, em Moi je, par soi-même: l’autoportrait au XXe siècle', destaca a disponibilidade do eu como modelo inescapável:
"Le seul modèle dont il peut être sûr qu’il ne reculera pas, offensé ou déçu, en voyant le portrait final, c’est lui-même".
 A reflexão serve de chave para compreender a insistência de artistas como Flávio de Carvalho e Lygia Clark em se autorrepresentarem de forma experimental e performática.
Embora a prática do autorretrato seja um fenômeno artístico global, as formas como ela se manifesta no Brasil e nos Estados Unidos, para citar um exemplo, revelam especificidades históricas, institucionais e simbólicas que merecem ser contrastadas. A autorretratística brasileira, conforme delineada por Araújo (2007), articula-se principalmente como instrumento de legitimação do artista no campo simbólico, em um país onde a modernidade artística foi muitas vezes mediada por instituições de Estado e processos de nacionalização estética.
Nos Estados Unidos, a tradição da self-portraiture adquiriu desde cedo um caráter individualista e autobiográfico, frequentemente vinculado aos ideais de autorrealização e liberdade expressiva que marcam o ethos cultural norte-americano. A partir do século XIX, artistas como Thomas Eakins e Mary Cassatt exploraram o autorretrato como forma de afirmação artística e intelectual. No século XX, com nomes como Cindy Sherman, Basquiat e Andy Warhol, o autorretrato torna-se veículo de crítica às convenções de identidade, gênero e celebridade, inserindo-se em um discurso mais pós-moderno de performatividade do eu.
Frances Borzello destaca que, nos Estados Unidos, o autorretrato feminino assumiu dimensão de "resistência visual", sobretudo nos anos 1970 e 1980, em resposta ao apagamento histórico das artistas mulheres. Esse uso crítico da imagem de si encontra paralelo no Brasil, mas assume outros contornos, como no caso de artistas como Letícia Parente e Regina Vater, cujo autorretrato se vincula à denúncia das violências da ditadura militar.
Enquanto nos Estados Unidos a self-portraiture se institucionaliza a partir da crítica cultural e das galerias privadas, no Brasil a autorretratística emerge frequentemente como projeto de legitimação museológica, com eventos como a I Exposição Brasileira de Auto-retratos (1944) exercendo papel formador de um cânone artístico nacional.
A produção acadêmica internacional sobre autorretratística é imensa. Cláudio Rangel, em sua obra já citada, lista algumas, dente centenas que são reconhecidas como mais importantes e seminais. Uma ligeira pesquisa nos mecanismos e sites especializados disponíveis na internet pelo termo Self-portraiture, vai confirmar. No Brasil a produção acadêmica ainda é incipiente, restrita. E são raríssimas as publicações fora dos muros da academia. Estas obras, pode ser verificado, também, são multidisciplinares, envolvendo várias áreas de conhecimento. De fato, a produção acadêmica em língua inglesa sobre self-portraiture (autorretratística) constitui um campo consolidado e multifacetado no âmbito da história da arte, dos estudos visuais, da crítica feminista e da teoria da subjetividade. Desde meados do século XX, mas com especial intensidade a partir dos anos 1970, estudiosos anglófonos vêm investigando o autorretrato não apenas como gênero artístico, mas como forma privilegiada de construção e problematização do sujeito, da identidade, da performatividade e da memória. Exemplos:
1. Fundamentos historiográficos e teóricos
Os estudos canônicos sobre self-portraiture incluem autores como Joanna Woodall, James Hall, e Omar Calabrese. James Hall, em sua obra The Self-Portrait: A Cultural History (2014), propõe uma análise panorâmica da autorrepresentação desde a Antiguidade até a contemporaneidade, enfocando os dispositivos simbólicos que constroem a figura do artista como gênio, mártir ou outsider. Já Joanna Woodall, editora de Portraiture: Facing the Subject (1997), articula a questão do retrato e do autorretrato a partir da relação entre representação e subjetividade, propondo leituras que desafiam a ideia de identidade como essência.
Além desses, Amelia Jones emerge como uma referência incontornável, principalmente pelo viés da crítica feminista e dos estudos de performance. Em textos como Body Art/Performing the Subject (1998) e Self/Image: Technology, Representation and the Contemporary Subject (2006), Jones argumenta que o autorretrato contemporâneo não deve ser lido como um espelho de uma identidade estável, mas como uma prática performativa e tecnicamente mediada que põe em crise as fronteiras entre o “eu” e o “outro”.
2. Feminismo, identidade e performatividade
O advento dos estudos feministas e queer a partir da década de 1980 expandiu consideravelmente a produção acadêmica sobre self-portraiture. Autoras como Griselda Pollock, Laura Mulvey e Jennifer Blessing trataram do autorretrato como espaço de contestação às normas de gênero e poder. Em Vision and Difference (1988), Pollock propõe uma releitura da história da arte que reinscreve o corpo feminino e a agência das artistas mulheres no centro da produção autorrepresentacional. Sua análise sobre artistas como Frida Kahlo e Cindy Sherman revela como o autorretrato pode ser um campo de negociação entre o olhar normativo e a resistência subjetiva.
Nesse contexto, a obra de Cindy Sherman tornou-se objeto recorrente de estudos sobre a fragmentação do “eu” e o jogo de máscaras da identidade. Em Cindy Sherman: The Complete Untitled Film Stills (2003), Peter Galassi e outros teóricos analisam como Sherman subverte os códigos do autorretrato ao multiplicar-se em personagens arquetípicas, desestabilizando as noções tradicionais de autorrepresentação.
3. Tecnologia, mídia e autorretratos contemporâneos
Com o advento das mídias digitais, os estudos sobre self-portraiture passaram a incorporar também a análise dos selfies, vídeos autorrepresentacionais e outras formas de digital self-imaging. Autores como Daniel Rubinstein, Katrina Sluis e Lev Manovich vêm abordando o impacto das plataformas digitais na prática autorrepresentacional, questionando os limites entre o autorretrato artístico e a cultura da exposição cotidiana.
Em The Selfie Book: Making Sense of the Selfie (2017), Lev Manovich e colegas articulam o fenômeno contemporâneo dos autorretratos digitais com teorias sobre identidade, visualidade algorítmica e redes sociais. Embora a prática do selfie não se equipare diretamente à tradição pictórica do autorretrato, ela revela continuidades estruturais no desejo de visibilidade e na construção pública do eu.
4. Estudos de caso e monografias sobre artistas
Há também ampla produção dedicada ao estudo de autorretratos específicos de artistas como Vincent van Gogh, Rembrandt, Egon Schiele, Käthe Kollwitz e Francis Bacon. O livro Rembrandt by Himself (Christopher White e Quentin Buvelot, 1999) é exemplo clássico da investigação aprofundada sobre a autorrepresentação como instrumento de introspecção e teatralização do gênio artístico.
Em contraste, a literatura sobre artistas mulheres como Claude Cahun, Jo Spence, Francesca Woodman e Tracey Emin enfatiza o autorretrato como forma de resistência à normatividade, exposição do trauma e desconstrução da identidade.

### Relevância e comparação entre a produção acadêmica e editorial brasileira e a produção internacional
A produção editorial em língua inglesa sobre self-portraiture e a produção brasileira sobre o tema apresentam diferenças marcantes quanto ao volume, à abordagem teórica, à interdisciplinaridade e ao posicionamento crítico dentro do campo mais amplo da história da arte, dos estudos visuais e da teoria da imagem. Embora ambas compartilhem preocupações sobre subjetividade, identidade, corpo e agência, há contrastes substanciais em termos de escopo, sistematicidade e inserção acadêmica.
1. Amplitude e sistematização: um desequilíbrio estrutural
A produção em língua inglesa é vasta, sistemática e consolidada em universidades e editoras de referência (como Routledge, Thames & Hudson, Yale University Press). Desde pelo menos os anos 1970, há um corpus crítico robusto que trata do autorretrato como fenômeno histórico, artístico, cultural e filosófico. Obras como The Self-Portrait: A Cultural History de James Hall (2014) ou Self/Image de Amelia Jones (2006) são exemplares por mobilizarem arcabouços teóricos diversos (psicanálise, fenomenologia, teoria feminista, performatividade, biopolítica) com base em extensas análises de casos.
No Brasil, a produção sobre autorretrato é mais recente, mais dispersa e, em muitos casos, menos sistematizada. Embora importantes contribuições existam — sobretudo em dissertações, teses e catálogos de exposições —, não se formou ainda um campo consolidado, com referências bibliográficas recorrentes e um vocabulário crítico autônomo e internacionalizado. A publicação de livros específicos sobre autorretratística ainda é escassa e, frequentemente, localizada em universidades ou museus, sem ampla circulação.
2. Abordagens teóricas: entre interdisciplinaridade e historicismo
Nos estudos anglófonos, o autorretrato é tratado a partir de diferentes campos: história da arte, teoria queer, estudos de gênero, teoria da performatividade (Judith Butler), psicanálise (Lacan, Freud), estudos de mídia e cultura digital. Autores como Amelia Jones, Griselda Pollock e Laura Mulvey articulam o autorretrato à desconstrução da identidade, à crítica ao olhar masculino (male gaze) e às condições de produção do sujeito moderno e contemporâneo.
A produção brasileira tende a enfatizar abordagens historiográficas ou iconográficas mais tradicionais, com menor inserção das teorias contemporâneas de subjetividade e imagem. No entanto, há exceções relevantes, como os trabalhos de Katia Canton (Autorretratos e Espelhos: Arte e Literatura, 2004), Ana Maria Tavares, e algumas dissertações que investigam a performatividade em artistas como Letícia Parente ou Regina Vater.
Ademais, o autorretrato brasileiro é comumente estudado no contexto de histórias de vida, identidades nacionais ou autobiografias visuais — enfoques legítimos, mas por vezes ancorados em metodologias descritivas. A linguagem teórica frequentemente oscila entre o historicismo e o ensaísmo literário, dificultando o diálogo com o debate internacional contemporâneo.
3. Temas recorrentes: universalidade x especificidade cultural
A literatura em inglês trata o self-portrait como um fenômeno transnacional, embora centrado nas tradições europeia e norte-americana. Os autores investigam desde o autorretrato renascentista até os selfies nas redes sociais, com foco na persistência do “eu” como construção visual. Estudos sobre artistas como Rembrandt, Frida Kahlo, Cindy Sherman, Francis Bacon ou Tracey Emin são recorrentes.
No Brasil, há um foco maior em artistas locais (como Flávio de Carvalho, Lygia Clark, Anna Bella Geiger, Letícia Parente, Rosana Paulino), frequentemente articulando questões de identidade racial, decolonialidade, gênero e corpo — temas também discutidos na crítica internacional, mas aqui com inflexões ligadas às especificidades culturais brasileiras. A ausência de um sistema museológico e editorial mais robusto, no entanto, limita a difusão crítica desses estudos.
4. Produção editorial: editoras e acervos
As editoras anglófonas que lideram esse campo são acadêmicas e de grande prestígio (Routledge, Palgrave, MIT Press, Yale University Press, Duke University Press), o que garante distribuição internacional e acesso digital facilitado. No Brasil, a maioria das publicações sobre autorretrato ocorre em formato de artigos científicos, dissertações, catálogos de exposições (como os da Pinacoteca, MAM, MAC-USP, MASP), e algumas edições independentes ou universitárias (EdUSP, EDUFBA, Editora UFMG).
A comparação evidencia que a produção editorial anglófona sobre self-portraiture é mais extensa, variada e teórica, com inserção institucional consolidada. Já a produção brasileira, embora rica em exemplos e abordagens culturais específicas, ainda carece de sistematização e visibilidade internacional.

## Panorama Histórico da Autorretratística no Brasil

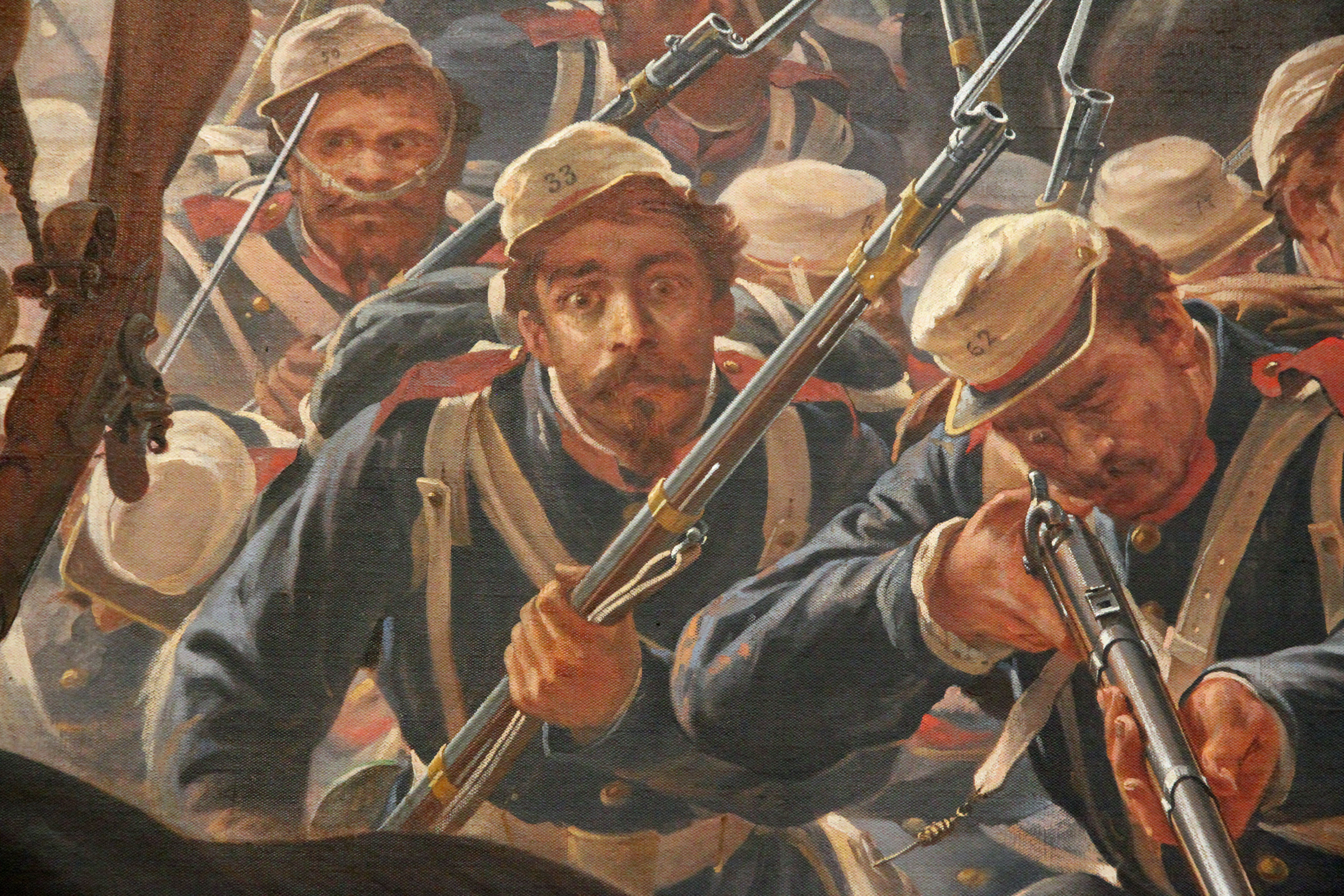
Autorretrato de Pedro Américo no quadro ¨Batalha do Avaí¨

A prática do autorretrato no Brasil pode ser rastreada desde o período colonial, embora de forma esparsa e restrita. No entanto, foi apenas no século XIX que ela se consolidou como uma manifestação artística identificável. Um dos primeiros registros de autorrepresentação é encontrado em obras atribuídas a José Teófilo de Jesus, pintor baiano ativo entre o final do século XVIII e início do XIX.
Durante o Império, artistas formados na Academia Imperial de Belas Artes, como Manuel de Araújo Porto-Alegre, cultivaram o autorretrato como afirmação de pertencimento ao campo artístico ocidental. A tela Autorretrato com Paleta (c. 1850), de Porto-Alegre, expressa o ideal do artista ilustrado, comprometido com a nação e com os ideais acadêmicos.
É na década de 1870 que podemos identificar o pintor Pedro Américo no monumental quadro Batalha do Avaí na figura do ¨soldado 33¨. Pedro Américo, nesta obra, monumentaliza o feito militar da Guerra do Paraguai ao compor uma cena heroica e dinâmica. A presença do autorretrato do artista está dissimulada na figura do soldado n.º 33, em posição recuada à esquerda, com o olhar voltado para o observador. Tal gesto, mais do que narcisista, expressa a consciência autorreflexiva do pintor sobre seu papel na construção da memória nacional. Como observa Annateresa Fabris, "Pedro Américo introduz seu autorretrato no campo de batalha como forma de legitimação simbólica".. Essa leitura é corroborada por Vera Beatriz Siqueira, que analisa a figura do soldado 33 como um duplo do artista e emblema de sua autoridade visual
Na virada do século XIX para o XX, destacam-se Rodolfo Amoedo, Eliseu Visconti e Almeida Júnior, cujos autorretratos revelam uma consciência moderna da imagem de si. Em Autorretrato (c. 1902), Visconti se apresenta de maneira introspectiva e elegante, em diálogo com modelos europeus.
A autorretratística no Brasil desenvolveu-se de maneira gradual, refletindo transformações estéticas, institucionais e sociopolíticas do campo artístico nacional. Embora manifestações de autorrepresentação possam ser identificadas desde o período colonial, a consolidação do autorretrato como gênero deliberado e reiterado se dá no século XIX, acompanhando a institucionalização das artes visuais no Brasil.
Com a criação da Academia Imperial de Belas Artes (AIBA) em 1826, no Rio de Janeiro, estabelece-se o primeiro espaço institucional de formação artística, no qual o autorretrato assume função de afirmação da identidade profissional. É neste contexto que Manuel de Araújo Porto-Alegre, pintor, caricaturista e diretor da AIBA, realiza o seu mencionado Autorretrato com Paleta, símbolo de sua condição de artista letrado e cosmopolita.
Na virada do século XIX para o XX, a prática do autorretrato amplia-se. Pintores como Rodolfo Amoedo e Eliseu Visconti utilizam a própria imagem como estratégia de representação do habitus burguês, no sentido da ¨teoria bourdieusiana¨, e da introspecção romântica. Visconti, em especial, em seu Autorretrato (c. 1902), promove um diálogo com os modelos europeus do simbolismo e do retrato psicológico.
O Modernismo brasileiro introduz uma inflexão estética e política decisiva. Tarsila do Amaral, ao realizar o Autorretrato (Manteau Rouge) em 1923, articula elementos da vanguarda parisiense e das cores tropicais para afirmar sua condição de mulher artista num contexto patriarcal. É neste sentido que autorretratos como o de Tarsila inscrevem-se na linhagem de autorrepresentações femininas insurgentes que utilizam a imagem de si como campo de reivindicação de identidade e autoridade artística, como Borzello acentua em sua obra.
Durante o século XX, artistas como Flávio de Carvalho e Lygia Clark reconfiguram o autorretrato como prática performática e conceitual. Flávio de Carvalho, com sua série de desenhos e performances, encena a instabilidade da identidade masculina moderna. Já Lygia Clark, especialmente a partir da década de 1960, desloca a autorrepresentação para uma dimensão relacional, como em Caminhando (1963), onde o gesto criador torna-se autorretrato do processo artístico, encontrando eco na obra, ja mensionada de Frances Borzello.
Na década de 1970, sob a repressão da ditadura militar, artistas como Letícia Parente, Regina Vater e Anna Bella Geiger adotam o autorretrato como forma de denúncia e resistência política. A obra Marca Registrada (1975), de Letícia Parente, constitui um autorretrato performático da artista enquanto corpo feminino marcado pela violência de Estado.A autorretratística, neste contexto, torna-se prática de enunciação crítica diante das interdições políticas e sexuais.
Em tempos mais recentes, artistas como Rosângela Rennó e Adriana Varejão continuam a explorar a autorrepresentação sob perspectivas pós-coloniais, identitárias e conceituais. Rennó, por exemplo, utiliza arquivos e imagens públicas para problematizar a presença e a ausência do eu na história visual brasileira, redefinindo o autorretrato como interrogação do arquivo.
A institucionalização da autorretratística foi reforçada por eventos como a I Exposição Brasileira de Auto-retratos (1944). A conferiu visibilidade e legitimidade ao autorretrato como gênero relevante na arte brasileira.
No apanhado de várias obras que já foram, aqui, apresentadas, acima, infere-se que ao longo de sua história, a autorretratística no Brasil revela-se um campo fértil para a performance de identidades múltiplas — de gênero, raça, classe e subjetividade artística — em constante diálogo com as transformações sociais e com os circuitos internacionais de arte. A prática do autorretrato, longe de ser uma repetição mimética da imagem do artista, assume feições críticas, conceituais e políticas, articulando-se à história das lutas simbólicas pela afirmação do eu no espaço público.
A mais explícita dedução que podemos auferir do que já foi exposto é que o campo da autorretratística ne sentido da consagrada obra de Pierre Bourdieu, é que tal campo, no Brasil, no que diz respeito à teoria e história da arte, ao menos, já se encontra bem estruturado e é dinâmico. A tal conclusão já havia chegado Claudio Rangel na sua obra de 2004. O campo da autorretratística, no entanto, abrange diversas outras áreas de conhecimento.